# Aamose
Åmose, Aamose – region największej duńskiej wyspy Zelandii, gdzie odkryto kompleks mezolitycznych obozowisk otwartych, położonych nad nieistniejącym dziś jeziorem. Zespół kultur: Svaerdborg oraz Kongemose, datowany na wczesny holocen. Stanowisko dostarczyło inwentarzu kościanego związanego z rybołówstwem.